# 图尔瓦尼亚
图尔瓦尼亚是巴西戈亚斯州的一个市镇。总面积472.346平方公里，总人口4948人，人口密度10.5人/平方公里。